# Don't Let Go
Don't Let Go è il quattordicesimo album del musicista soul statunitense Isaac Hayes, pubblicato nel 1979 da Polydor Records.
| Recensione | Giudizio |
| ---------- | -------- |
| AllMusic   | [ 1 ]    |

## Tracce
1. Don't Let Go – 12:50 (Jesse Stone)
2. What Does It Take – 6:00
3. A Few More Kisses to Go – 6:08
4. Fever – 8:19 (Eddie Cooley, John Davenport)
5. Someone Who Will Take the Place of You – 10:26

## Classifiche settimanali
| Classifica (1979) | Posizione massima |
| ----------------- | ----------------- |
| Stati Uniti       | 39                |
| US R&B Albums     | 9                 |